# Jens Carlowitz
Jens Carlowitz (República Democrática Alemana, 8 de agosto de 1964) es un atleta alemán retirado especializado en la prueba de 400 m, en la que ha conseguido ser medallista de bronce europeo en 1990.

## Carrera deportiva
En el Campeonato Europeo de Atletismo de 1990 ganó la medalla de bronce en los 400 metros, con un tiempo de 45.27 segundos, llegando a meta tras el británico Roger Black y su compatriota alemán Thomas Schönlebe (plata).